# Erzbistum Quito
Das Erzbistum Quito (lateinisch Archidioecesis Quitensis, spanisch Arquidiócesis de Quito) ist ein Erzbistum der römisch-katholischen Kirche mit Sitz in Quito, Ecuador.

## Weblinks

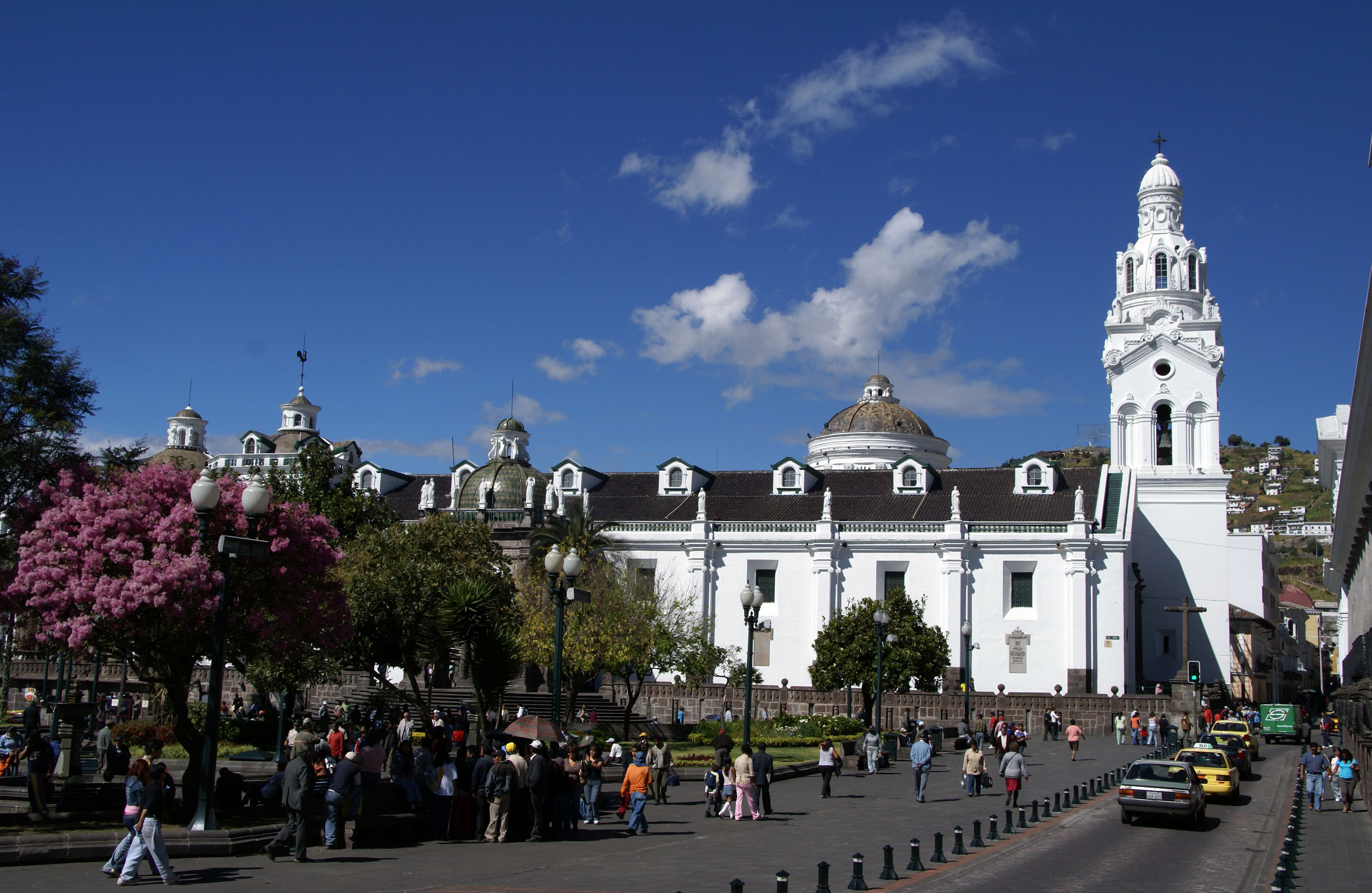
Kathedrale von Quito
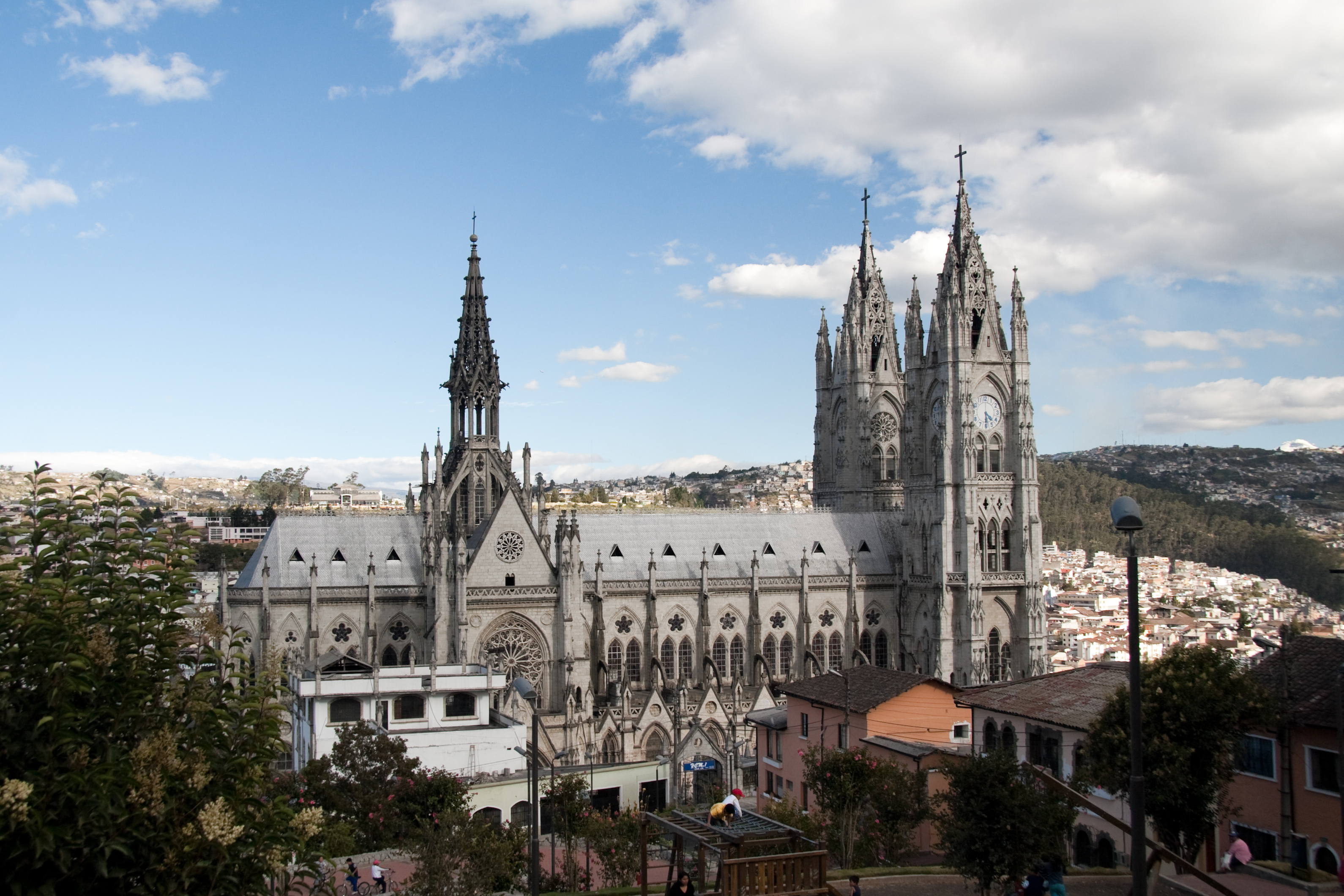
Basílica del Voto Nacional, Quito

## Geschichte
Am 8. Januar 1546 wurde das Bistum Quito (lateinisch Dioecesis Quitensis) aus Gebieten des Bistums Lima von Papst Paul III. gegründet; erster Bischof war García Díaz Arias. Papst Pius IX. erhob das Bistum am 13. Januar 1848 zum Erzbistum.